# Diodo de túnel resonante
Un diodo de efecto túnel resonante (RTD) es un dispositivo semiconductor que presenta una estructura diseñada para el efecto túnel resonante, donde los electrones pueden atravesar estados resonantes específicos en niveles de energía determinados. La característica corriente-voltaje de este diodo suele mostrar regiones de resistencia diferencial negativa.
Todos los tipos de diodos túnel aprovechan el efecto túnel cuántico. Una característica distintiva de la relación corriente-voltaje en estos diodos es la presencia de una o varias regiones de resistencia diferencial negativa, lo que permite aplicaciones únicas. Los diodos túnel son dispositivos muy compactos y pueden operar a velocidades ultrarrápidas, ya que el efecto túnel a través de capas extremadamente delgadas es un proceso muy rápido. Actualmente, una línea activa de investigación se centra en el desarrollo de osciladores y dispositivos de conmutación capaces de funcionar a frecuencias en el rango de terahercios. 

## Introducción

Un mecanismo de funcionamiento de un dispositivo de diodo túnel resonante y resistencia diferencial negativa en la característica de salida. Hay una característica de resistencia negativa después del primer pico de corriente, debido a una reducción del primer nivel de energía por debajo del nivel de Fermi de la fuente con polarización de compuerta. (Izquierda: diagrama de bandas ; Centro: coeficiente de transmisión ; Derecha: características de corriente-voltaje). El comportamiento de resistencia negativa que se muestra en la figura derecha es causado por la posición relativa del estado confinado con respecto al nivel de Fermi de la fuente y la banda prohibida.

Un diodo de túnel resonante (RTD) puede fabricarse utilizando diversos tipos de materiales, como semiconductores de los grupos III–V, IV y II–VI, así como diferentes configuraciones de estructuras de túnel resonante, incluyendo uniones p–n fuertemente dopadas (como en los diodos Esaki), estructuras de doble barrera, triple barrera, pozos cuánticos o cables cuánticos. La estructura y el proceso de fabricación de los diodos de túnel interbanda resonantes basados en Si/SiGe son compatibles con la integración en tecnologías modernas de semiconductores, tales como la tecnología CMOS (óxido metálico complementario) de silicio y los transistores bipolares de heterounión Si/SiGe.
Un tipo de diodo de tunelamiento resonante (RTD) se configura mediante una estructura pozo cuántico único, confinada entre dos barreras muy delgadas, conocida como estructura de doble barrera. En esta estructura, los portadores de carga, como electrones y huecos, sólo pueden ocupar niveles de energía discretos dentro del pozo cuántico. Al aplicar un voltaje a través del RTD, se genera una emisión de ondas de terahercios cuando el nivel de energía del pozo coincide con el nivel de energía del emisor. Sin embargo, al incrementar el voltaje, la emisión de estas ondas se detiene porque los niveles energéticos del pozo ya no están alineados con los del emisor.
Otra característica observada en las estructuras RTD es la presencia de resistencia negativa al aplicar la diferencia de potencial, como se ilustra en la imagen generada desde Nanohub. La formación de esta resistencia negativa será analizada en detalle en la sección de operación que sigue a continuación.
Esta estructura puede fabricarse mediante heteroepitaxia por haz molecular. Para su formación se emplean principalmente materiales como GaAs y AlAs, aunque también se utilizan combinaciones como AlAs/ InGaAs o InAlAs /InGaAs.
Los circuitos electrónicos que integran diodos de efecto túnel resonante (RTD) pueden analizarse utilizando un sistema de ecuaciones de Liénard, una extensión matemática de la conocida ecuación del oscilador de Van der Pol .   

## Operación
El proceso siguiente también se ilustra en la figura situada a la derecha. Según el número de barreras y de estados confinados dentro del pozo, el procedimiento descrito puede repetirse varias veces.

### Región de resistencia positiva
En caso de una diferencia de potencial (llamado bias) bajo, a medida que el bias aumenta, el primer estado confinado entre las barreras de potencial se acerca al nivel de Fermi de la fuente, por lo que la corriente que transporta aumenta.

### Región de resistencia negativa
Al incrementarse aún más el bias, el primer estado confinado disminuye su energía y gradualmente entra en el rango de la banda prohibida, lo que provoca una reducción en la corriente transportada. En ese momento, el segundo estado confinado aún presenta una energía demasiado alta para permitir una corriente significativa.

### 2da región de resistencia positiva
De manera similar a lo ocurrido en la primera región, a medida que el segundo estado confinado se aproxima al nivel de Fermi de la fuente, transporta una mayor corriente, lo que provoca un nuevo aumento en la corriente total.

## Tunelización resonante de intrabanda

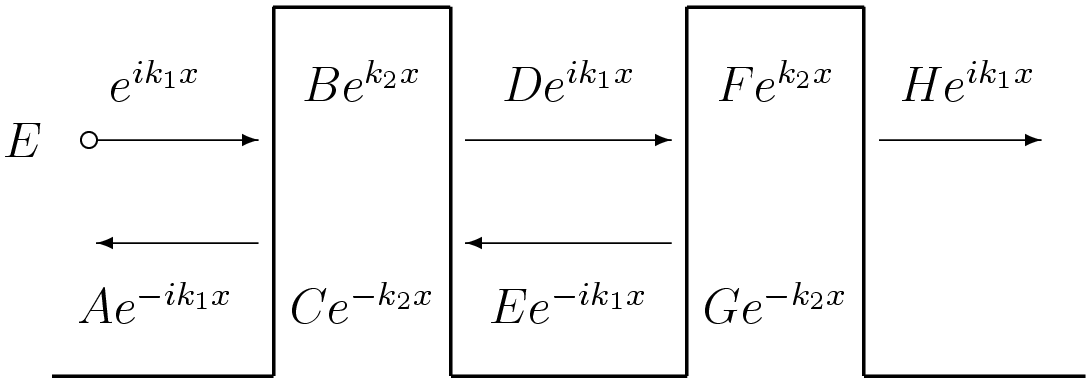
Un perfil de potencial de doble barrera con una partícula incidente desde la izquierda con energía menor que la altura de la barrera.

En la tunelización cuántica a través de una única barrera, el coeficiente de transmisión, o probabilidad de tunelización, es siempre menor que uno cuando la energía de la partícula incidente es inferior a la altura potencial de la barrera. Al considerar un perfil potencial con dos barreras próximas entre sí, es posible calcular el coeficiente de transmisión en función de la energía de la partícula incidente utilizando cualquiera de los métodos estándar.
El efecto túnel a través de una doble barrera fue analizado por primera vez mediante la aproximación de Wentzel-Kramers-Brillouin (WKB) por David Bohm en 1951, quien observó que existen resonancias en el coeficiente de transmisión para ciertas energías de electrones incidentes. En estas condiciones, el coeficiente de transmisión alcanza el valor máximo de uno, lo que significa que la doble barrera es completamente transparente para la transmisión de partículas. Este fenómeno se conoce como efecto túnel resonante.  Resulta particularmente interesante que, mientras que el coeficiente de transmisión de una única barrera potencial es siempre inferior a uno (y disminuye al aumentar la altura y el ancho de la barrera), dos barreras dispuestas en serie pueden ser totalmente transparentes para ciertas energías de la partícula incidente.
Más tarde, en 1964, L. V. Iogansen discutió la posibilidad de transmisión resonante de electrones a través de barreras dobles formadas en cristales semiconductores. A principios de la década de 1970, Tsu, Esaki y Chang calcularon la característica corriente-voltaje (IV) de dispositivos de dos terminales basados en superredes finitas, y predijeron que las resonancias podrían observarse no solo en el coeficiente de transmisión, sino también en la curva corriente-voltaje. La tunelización resonante también se presenta en perfiles potenciales con más de dos barreras. Los avances en la técnica de epitaxia por haz molecular (MBE) permitieron la observación de conductancia diferencial negativa (NDC) a frecuencias de terahercios, como reportaron Sollner y colaboradores a principios de la década de 1980. Este logro impulsó un esfuerzo considerable en la investigación orientada al estudio y construcción de túneles en estructuras con múltiples barreras.
Los perfiles de potencial necesarios para el túnel resonante pueden lograrse en sistemas semiconductores mediante heterouniones, que combinan materiales semiconductores distintos para formar barreras o pozos de potencial en la banda de conducción o en la banda de valencia.

### Diodos de túnel resonantes III-V
Los diodos de túnel resonante se fabrican típicamente en sistemas de materiales compuestos III-V, donde las heterouniones formadas por diversos semiconductores III-V crean barreras de potencial dobles o múltiples en la banda de conducción o la banda de valencia. Se han desarrollado diodos túnel resonante basados en materiales III-V con un desempeño considerablemente alto. Sin embargo, estos dispositivos aún no se han integrado en aplicaciones convencionales debido a que el procesamiento de materiales III-V es incompatible con la tecnología CMOS de silicio y presenta costos elevados.
La mayoría de los semiconductores optoelectrónicos emplean materiales III-V, lo que permite combinar diodos túnel resonantes (RTD) III-V para crear circuitos integrados optoelectrónicos (OEICs) que utilizan la resistencia diferencial negativa del RTD para proporcionar ganancia eléctrica a dispositivos optoelectrónicos. Recientemente, la variabilidad entre dispositivos en la característica corriente-voltaje de un RTD se ha utilizado para identificar de forma única dispositivos electrónicos, en un concepto conocido como función física no clonable de confinamiento cuántico (QC-PUF). Además, el comportamiento de los picos en los RTD está siendo investigado para aplicaciones en computación neuromórfica óptica.

### Diodos de túnel resonante de Si/SiGe
También es posible fabricar diodos de túnel resonante utilizando el sistema de materiales Si/SiGe, en los que se ha observado tanto la tunelización de huecos como de electrones. Sin embargo, el desempeño de los diodos túnel resonante basados en Si/SiGe ha sido limitado debido a las pequeñas discontinuidades en las bandas de conducción y valencia entre las aleaciones de silicio y silicio-germanio. Inicialmente, se intentó la tunelización resonante de huecos a través de heterouniones Si/SiGe, aprovechando que la discontinuidad en la banda de valencia suele ser mayor que la de la banda de conducción para capas de Si1-xGex deformadas compresivamente sobre sustratos de silicio. La resistencia diferencial negativa solo se observó a bajas temperaturas, pero no a temperatura ambiente. Posteriormente, se logró la tunelización resonante de electrones en heterouniones Si/SiGe, con una relación corriente pico-valle (PVCR) limitada a 1,2 a temperatura ambiente. Desarrollos posteriores alcanzaron RTD de Si/SiGe con un PVCR de 2,9 y una densidad de corriente pico (PCD) de 4,3 kA/cm², así como un PVCR de 2,43 con una PCD de 282 kA/cm² a temperatura ambiente. 

## Diodos túnel resonantes interbandas
Los diodos túnel resonantes interbanda (RITD, por sus siglas en inglés) combinan las estructuras y comportamientos de los diodos túnel resonantes intrabanda (RTD) y de los diodos túnel interbanda convencionales, en los que se producen transiciones electrónicas entre los niveles de energía de los pozos cuánticos en la banda de conducción y en la banda de valencia. Al igual que los diodos túnel resonantes, los RITD pueden fabricarse tanto en sistemas de materiales III-V como en sistemas Si/SiGe.

### RITD de III-V
En los sistemas de materiales del grupo III-V, se han obtenido RITDs de InAlAs/InGaAs con relaciones pico-valle de corriente (PVCR) superiores a 70 y de hasta 144 a temperatura ambiente, así como RITDs basados en antimonio (Sb) con PVCR de hasta 20 también a temperatura ambiente.    La principal desventaja de los RITD III-V es el uso de materiales III-V cuyo procesamiento es incompatible con el procesamiento de Si y es costoso.

### RITD de Si/SiGe

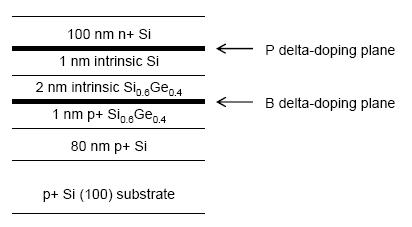
Estructura típica de un diodo túnel interbanda resonante Si/SiGe

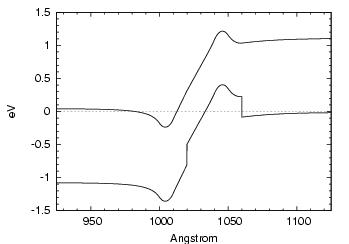
Diagrama de bandas de un diodo túnel interbanda resonante Si/SiGe típico calculado por el solucionador Poisson/Schrödinger 1D de Gregory Snider.

En el sistema de materiales Si/SiGe, también se han desarrollado diodos túnel interbanda resonantes con potencial para integrarse en la tecnología convencional de circuitos integrados de silicio.

#### Estructura
Los cinco aspectos clave en el diseño son: (i) una barrera de tunelamiento intrínseca, (ii) inyectores con dopaje delta, (iii) desplazamiento de los planos de dopaje delta respecto a las interfaces de heterounión, (iv) crecimiento epitaxial por haz molecular a baja temperatura (LTMBE) y (v) recocido térmico rápido posterior al crecimiento (RTA) para la activación de dopantes y la reducción de la densidad de defectos puntuales. 

#### Rendimiento
Para aplicaciones típicas de circuitos, se requiere un valor mínimo de relación corriente pico-valle (PVCR) de aproximadamente 3. Los diodos túnel interbanda resonantes (RITD) de Si/SiGe con baja densidad de corriente son adecuados para aplicaciones de memoria de bajo consumo, mientras que para aplicaciones de señal mixta y digital de alta velocidad se requieren diodos con alta densidad de corriente. Se han diseñado RITD de Si/SiGe que alcanzan un PVCR de hasta 4,0 a temperatura ambiente. Esta misma estructura fue replicada por otro grupo de investigación utilizando un sistema de epitaxia por haz molecular (MBE) diferente, logrando PVCR de hasta 6,0. En cuanto a la densidad de corriente pico, se han obtenido valores que varían desde 20 mA/cm² hasta 218 kA/cm², abarcando siete órdenes de magnitud. Además, se alcanzó una frecuencia de corte resistiva de 20,2 GHz en un RITD de SiGe definido mediante fotolitografía y grabado húmedo para reducir el tamaño del diodo, con potencial de mejora mediante la fabricación de RITDs aún más pequeños empleando técnicas como la litografía por haz de electrones.

#### Integración con CMOS de Si/SiGe y transistores bipolares de heterounión
Se ha demostrado la integración de diodos túnel interbanda resonantes (RITDs) de Si/SiGe con la tecnología CMOS de silicio. Asimismo, se ha logrado la integración vertical de RITDs de Si/SiGe con transistores bipolares de heterounión de SiGe, obteniendo un elemento de circuito de tres terminales con resistencia diferencial negativa y una relación pico-valle de corriente ajustable. Estos avances sugieren que los RITDs de Si/SiGe son candidatos prometedores para su integración en tecnologías de circuitos integrados basados en silicio.

#### Otras aplicaciones
Se han demostrado otras aplicaciones de los RITDs de SiGe utilizando circuitos en protoboard, incluyendo lógica multinivel. 